# جون ووكر (لاعب كرة قدم أمريكية)
جون ووكر (بالإنجليزية: John Walker)‏ هو لاعب كرة قدم أمريكية أمريكي، ولد في 25 أبريل 1983 في Wahiawa, Hawaii ‏ في الولايات المتحدة.